# Remy Ma
Reminisce Smith (Castle Hill, Bronx, 30 de maio de 1980), mais conhecida como Remy Ma, anteriormente Rémy Martin, é uma rapper americana indicada ao Grammy e ex-integrante do grupo de Big Pun, Terror Squad. Remy foi destaque na canção de sucesso do grupo "Lean Back" do segundo álbum do grupo "True Story" e também foi destaque no remix da canção "Ante Up" do grupo M.O.P.. Seu álbum de estréia solo,  There's Something About Remy: Based on a True Story, foi lançado em 7 fevereiro de 2006. Ela é uma das apenas quatro rappers femininas a ter um single número um na Billboard Hot 100, com o Terror Squad. O single "Lean Back". Ela também ganhou dois prêmios Vibe, dois prêmios Source, um prêmio ASCAP pop e um prêmio BET de "Melhor Artista de Hip Hop Feminino", bem como duas outras nomeações. Remy cita Big Punisher e Roxanne Shanté como suas maiores influências. Remy está cumprindo oito anos de prisão em Bedford Hills Correctional Facility for Women por atirar no abdômen de Makeeda Barnes-Joseph, após ter-lhe feito a falsa acusação desta ter lhe roubado 3 mil dólares. Remy revistou a bolsa e não encontrou o dinheiro, logo depois de ter dado o tiro, Remy abandonou o local e deixou Makeeda para morrer, porém, logo depois se entregou. Hoje Makeeda passa bem, porém com paralisia em uma das pernas. 

## Discografia
Álbuns de colaboração
- 2004: True Story (com Terror Squad)
- 2017: Plata O Plomo (com Fat Joe)

Álbuns de estúdio
- 2006: There's Something About Remy: Based on a True Story
- 2018: Seven Winters & Six Summers

Mixtapes
- 2005: Most Anticipated
- 2007: The BX Files
- 2007: Shesus Khryst
- 2008: BlasRemy
- 2014: I'm Around

Complicações
- 2015: Remy on the Rocks